# John Brzenk
John Brzenk (* 15. Juli 1964 in McHenry, Illinois) ist ein US-amerikanischer professioneller Armwrestler. Er tritt in der Ultimate Armwrestling League an und ist amtierender UAL-Meister im rechten Arm (Schwergewichtsklasse). 2015 gewann er in der World Armwrestling League die Schwergewichtsklasse im rechten Arm. Unter Experten genießt Brzenk hohes Ansehen und er wurde im Jahr 2000 vom Guinness-Buch der Rekorde als „Greatest Armwrestler of All Time“ ausgezeichnet.

## Biografie
John Brzenks Vater, John Brzenk Sr., war ebenfalls Armwrestler und Brzenk schreibt einen Teil der Muskulösität seiner Unterarme seiner Genetik zu. Etwa fünf Jahre lang armwrestlete er in seiner Schule. Als er in der achten Klasse war, brach er sich den Arm beim Armdrücken mit einem Freund seines Vaters. Mit 16 Jahren nahm er an seinem ersten Turnier teil. Er erhielt den Namen „Giant Crusher“, da er in der Lage war, Gegner zu schlagen, die deutlich schwerer waren als er.
Brzenk begann seine Karriere 1982. Im Alter von 18 Jahren gewann er 1983 seinen ersten World Title im Rahmen der ABC-Show Wide World of Sports. Sein schwerster Kontrahent wog 300 kg (660 lbs). Brzenk besiegte ihn. In seiner gesamten Karriere verlor Brzenk nur ein einziges Supermatch und nur eine Handvoll Armwrestler konnten ihn je schlagen, allerdings erst später in seiner Karriere, als er im fortgeschrittenen Alter war. Die Bekanntesten davon sind Devon Larratt und Alexey Voyevoda. Neben dem Armdrücken arbeitet er als Mechaniker bei Delta Air Lines. Er sagt, dass dies sein Armwrestling nicht beeinflusse, da die Arbeit nicht körperlicher Art sei. Während seiner Karriere hat er zeitweise um über 80 000 US-Dollar konkurriert.
Brzenk gewann bis 1994 vier World Championships in der Schwergewichtsklasse und erhielt den Spitznamen „Superman“, weil er in der Lage war viel schwerere Gegner zu besiegen. Im Jahr 1995 gewann er die World Championship im Mittelgewicht. 1986 gewann er das zur Promotion des Sylvester-Stallone-Films Over The Top veranstaltete gleichnamige Armwrestlingturnier Over The Top, welches maßgeblich zur Etablierung des Armwrestlings als Sport in Deutschland beitrug. Er erhielt daraufhin 1987 einen Kurzauftritt in dem Film. Der Dokumentarfilm „Pulling John“, produziert von Navid Khonsari unter der Regie von Vassiliki Khonsari und Sevan Matossian, zeigt Brzenks legendäre Karriere als Armwrestler und begleitet ihn vier Jahre lang zu Wettkämpfen auf der ganzen Welt, während er darüber nachdenkt sich aus dem professionellen Armwrestling zurückzuziehen.

## Maße
Bestätigte Maße von John Brzenk sind eine Größe von 185 cm (6'1), ein Gewicht zwischen 91 kg (200 lb) und 102 kg (225 lb) je nach Gewichtsklasse, ein Umfang im rechten Unterarm von 41 cm (16 inches) und 34 cm (13,5 inches) im linken Unterarm und ein Oberarmumfang von 44,5 cm. Brzenk vertritt die Meinung, dass das Üben des Armwrestlings das beste Training sei. Ein Training mit Gewichten empfindet er als weniger ausschlaggebend.

## Erfolge
Legende: R = Rechter Arm; L = Linker Arm
A1 Russian Open:
- 2015 – R – 2. Platz
- 2014 – R – 3. Platz[19]

AAA Stand-Up National Titles:
- 1984 – R200 lbs (91 kg)
- 1985 – R185 lbs (84 kg)
- 1986 – R220 lbs (100 kg)
- 1990 – R220 lbs (100 kg)

Arnold Classic Titles:
- 2006 – R199+ (+90 kg)
- 2007 – R199+ (+90 kg)

AWI World Titles:
- 1986 – Pro Super Heavyweight
- 1987 – Pro Light Heavyweight
- 1988 – Pro Light Heavyweight
- 1995 – Pro Light Heavyweight
- 2001 – Pro Super Heavyweight

Carling O’Keefe International Titles:
- 1989 – R 200 lbs (91 kg), R 231+ lbs (+105 kg)

Forsa Tropical International Titles:
- 1998 – R198 lbs (90 kg), R243+ lbs (+110 kg), L198 lbs (+90 kg)

GNC Pro Performance Title:
- 2002 – R198 lbs (+90 kg)

GOLDEN BEAR Titles: SUPERMATCH (Absolut Champion)
- R1994

Pro tournament
- R90+ kg: 1990, 1994, 1998
- R90 kg: 1990

Harley Pull Titles:
- 2000 – R220 lbs (100 kg) + Harley Winner
- 2001 – R220 lbs (100 kg)
- 2002 – R198 lbs (90 kg), L198 lbs (90 kg)
- 2009 – R225 lbs (102 kg), L225 lbs (102 kg) + Harley Winner

Main Event Titles:
- 1998 – R220 lbs (100 kg)

Mike Gould Classic Titles:
- 2006 – R220 lbs (100 kg), L220 lbs (100 kg)
- 2010 – R220 lbs (100 kg)

Mohegan Sun PAC World Titles:
- 2005 – R198 lbs (90 kg), L198 lbs (90 kg)
- 2006 – R242 lbs (110 kg), R243+ lbs (+ 110 kg)
- 2007 – R198 lbs (90 kg), L198 lbs (90 kg)

Over the Top World Title:
- 1986 – Winner der Truckers Division der Heavyweight class

Reno Reunion Titles:
- 1999 – R200 lbs (91 kg), R230 lbs (104 kg), R231+ lbs (+105 kg), L200 lbs (91 kg)
- 2000 – R198 lbs (90 kg), R242 lbs (110 kg), R243+ lbs (+110 kg), L198 lbs (90 kg), L242 lbs (110 kg)
- 2001 – R198 lbs (90 kg), R242 lbs (110 kg), R243+ lbs (+110 kg), L198 lbs (90 kg)
- 2002 – R198 lbs (90 kg), R242 lbs (110 kg), R243+ lbs (+110 kg), L198 lbs (90 kg), L242 lbs (110 kg)
- 2003 – R233+ lbs (+101 kg)
- 2006 – R242 lbs (110 kg), R243+ lbs (+110 kg)
- 2006 – R242 lbs (110 kg), R243+ lbs (+110 kg)

ROTN Titles:
- 2007 – R215 lbs (98 kg), L215 lbs (98 kg)
- 2008 – R242 lbs (110 kg), L242 lbs (110 kg)
- 2009 – R199+ lbs (+90 kg)

Sands International Wrist Wrestling/Armwrestling Titles:
- 1988 – R190 lbs (86 kg)
- 1989 – R190 lbs (86 kg), R215 lbs (98 kg)

Sherkston Beaches International Titles:
- 1987 – R200 lbs (91 kg), R201+ lbs (+91 kg)

SuperStar Showdown Titles:
- 2004 – R199+ lbs (+90 kg)
- 2005 – R198 lbs (90 kg)

Ultimate Armwrestling (Las Vegas) Titles:
- 2004 – R242 lbs (110 kg)
- 2005 – R198 lbs (90 kg), L198 lbs (90 kg)
- 2006 – R242 lbs (110kg), R243+ lbs (+110 kg)

Ultimate Armwrestling League Titles:
- 2011 – R200 lbs (91 kg)

USAA National Pro-Am Titles:
- 1996 – R200 lbs (91 kg), R201+ lbs (+91 kg)
- 1997 – R198 lbs (90 kg), R242 lbs (110 kg), R243+ lbs (+110 kg), L198 lbs (90 kg)
- 1998 – R242 lbs (110 kg), R243+ lbs (+110 kg)
- 1999 – R198 lbs (90 kg), R242 lbs (110 kg), R243+ lbs (+110 kg), L198 lbs (90 kg), L242 lbs (110 kg)
- 2000 – R242 lbs (110 kg), R243+ lbs (+110 kg), L242 lbs (110 kg), L243+ lbs (+110 kg)
- 2001 – R242 lbs (110 kg), R243+ lbs (+110 kg), L242 lbs (110 kg), L243+ lbs (+110 kg)
- 2002 – R198 lbs (90 kg), R242 lbs (110 kg), R243+ lbs (+110 kg), L198 lbs (90 kg), L242 lbs (110 kg)
- 2003 – R242 lbs (110 kg), R243+ lbs (+110 kg)
- 2004 – R242 lbs (110 kg), R243+ lbs (+110 kg), L242 lbs (110 kg)
- 2005 – R242 lbs (110 kg)
- 2006 – R242 lbs (110 kg), R243+ lbs (+110 kg)
- 2007 – R242 lbs (110 kg), R243+ lbs (+110 kg)
- 2009 – R242 lbs (110 kg), R243+ lbs (+110 kg), L242 lbs (110 kg), L243+ lbs (+110 kg)
- 2010 – R242 lbs (110 kg), R243+ lbs (+110 kg)

USAF Unified National Title:
- 2005 – R220 lbs (100 kg)

WAF World Championship Titles:
- 1999 – L100 kg, Supermatch Winner

WAL Titles
- 2015 – R: Heavyweight Champion

World Wristwrestling Championship (Petaluma) Titles:
Heavyweight Division
- R: 1988, 1989, 1990, 1991, 1996, 1998, 2001

Light Heavyweight Division
- R: 1998, 2001
- L: 1998, 2001

Middleweight Division
- R – 1988, 1989, 1990, 1991, 1996, 1998, 2001
- L – 1996, 1998, 2001

Lightweight Division
- R – 1984

WPAA World Title:
- 1985 – Middleweight

Yukon Jack National/World Titles:
Heavyweight Division
- R: 1990, 1991, 1992, 1993,

Middleweight Division
- R: 1995, 1996.

Zloty Tur/Nemiroff World Cup Titles:
Open Cat.
- R: 2006, 2007, 2008, 2009

Cat. 95 kg
- R: 2004, 2006, 2007, 2008, 2009
- L: 2007, 2009